# Estereocentro

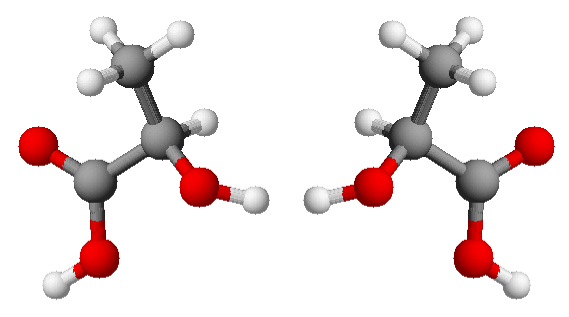
O modelo molecular de enantiômeros de ácido láctico.

Estereocentro  ou centro estereogênico é qualquer átomo em uma molécula em que os grupos tais que o intercambiamento dos grupos conduz a um estereoisômero . Em química orgânica isto usualmente se refere a um átomo de carbono, fósforo ou enxofre, embora também seja possível que outros átomos sejam estereocentros, tanto em química orgânica como em química inorgânica. é muitas vezes confundido com o conceito de centro quiral, que é  um ponto (átomo) que está ligado a quatro substituintes diferentes. Logo, realizando-se a operaçäo de simetria inversão (i ou S2) nesse ponto, obtém-se o enantiômero (imagem especular) da molécula original. 

Uma molécula pode ter múltiplos estereocentros, resultando em muitos estereoisômeros. Em compostos no qual o estereoisomerismo é devido a centros estereogênicos tetraédricos, o número total de estereoisômeros hipoteticamente possíveis não irá exceder 2n, onde n é o número de estereocentros tetrahédricos. Moléculas com simetria frequentemente tem menos que o número máximo possível de estereoisômeros.
O termo estereocentro foi introduzido em 1984 por Mislow e Siegel .
O conceito de estereocentro é frequentemente confundido com o conceito mais restrito de centro de quiralidade. É importante lembrar que um composto como 2-buteno tem dois estereocentros formando dois possíveis estereoisômeros (cis e trans 2-buteno) (e não 4!) e não é considerado um composto meso 